# Lackov
Lackov (hongrois : Lászlód) est un village de Slovaquie situé dans la région de Banská Bystrica.

## Histoire
La première mention écrite du village date de 1341.

## Démographie

### Évolution de la population
| Année:               | 1994. | 2004.    | 2014.    | 2024. |
| -------------------- | ----- | -------- | -------- | ----- |
| Nombre de personnes: | 142   | 118      | 100      | 83    |
| Différence:          |       | -16,90 % | -15,25 % | -17 % |

| Année:               | 2023. | 2024.   |
| -------------------- | ----- | ------- |
| Nombre de personnes: | 88    | 83      |
| Différence:          |       | -5,68 % |